# Edrevo
Edrevo (Bulgaars: Едрево) is een dorp in Bulgarije. Het is gelegen in de gemeente Nikolaevo in oblast  Stara Zagora en telde op 31 december 2019 zo'n 512 inwoners. Het dorp ligt op 203 kilometer afstand van Sofia.

## Bevolking
Op 31 december 2019 telde het dorp 517 inwoners, een stijging vergeleken met 482 inwoners in 2011. Volgens de optionele volkstelling van 2011 vormden de Turken 69,1% van de bevolking, gevolgd door etnische Bulgaren (28%).
| dorp Edrevo | 794 | 790 | 744 | 719 | 618 | 546 | 558 | 504 | 482 | 512 |